# 松田直長
松田 直長（まつだ なおなが）は、戦国時代から江戸時代前期にかけての武将。後北条氏に仕えた後、江戸幕府旗本となった。

## 人物
関東一円を支配した戦国大名・北条氏に仕え、5代目当主氏直から偏諱を授かっている。天正18年（1590年）小田原征伐の際に伊豆国山中城の戦いで戦死した父・康長の跡を継ぎ、相模国愛甲郡荻野郷・伊豆国牧郷など337貫600文余を知行した。同合戦で北条氏は没落するが、文禄4年（1595年）北条氏に代わって関東を支配する徳川家康に仕え、旧領荻野郷に230石余を与えられ、後に200石を加増された。慶長19年（1614年）から勃発した大坂の陣には双方の戦に参陣。寛永2年（1625年）相模国愛甲郡（のち上総国武射郡）・上総国山辺郡・下総国香取郡内に430石余を与えられる。慶安元年（1648年）徳川家綱付きとなった。